# Torquigener pleurogramma
Torquigener pleurogramma är en fiskart som först beskrevs av Regan 1903.  Torquigener pleurogramma ingår i släktet Torquigener och familjen blåsfiskar. Inga underarter finns listade i Catalogue of Life.